# COTAM 001

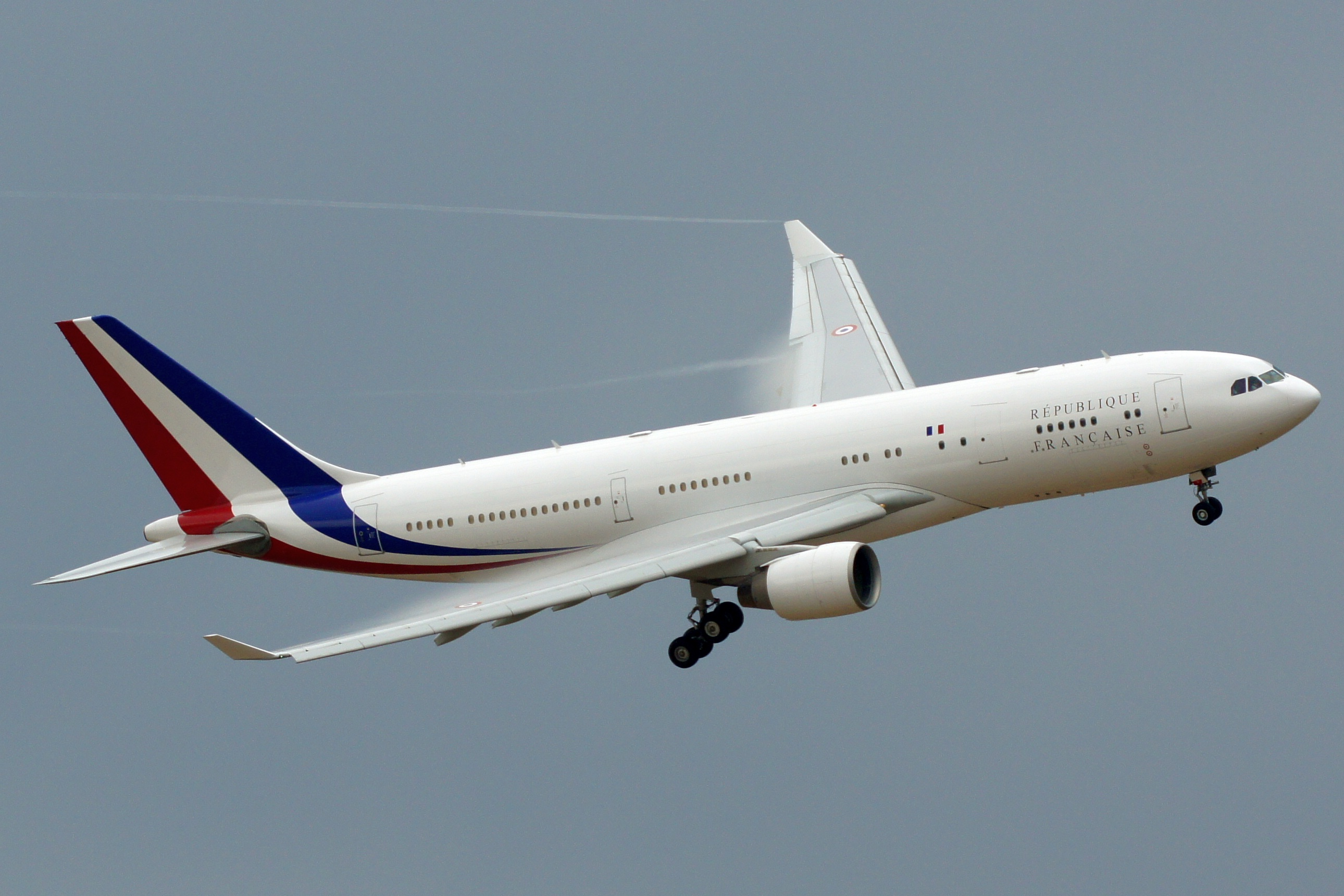
Současný prezidentský letoun Francie, Airbus A330-200 (civilní imatrikulace F-RARF).

Cotam Unité je oficiální volací znak užívaný řízením letového provozu pro jakékoliv letadlo Francouzského letectva přepravující prezidenta Francie. Mezi 60. lety 20. století a rokem 1994 bylo COTAM akronymem pro Transportní velitelství Francouzského letectva (francouzsky Commandement du transport aérien militaire). V listopadu 2010 Vládní transportní peruť (ETEC 65) obdržela nově adaptovaný Airbus A330 objednaný jako letoun pro přepravu prezidenta anebo předsedy vlády Francie, nahrazující dva Airbusy 319. Peruť ETEC 65 pro přepravu významných osobností provozuje také následující letadla:
- 2 Falcon 7X[1]
- 2 Falcon 900 (určeny k vyřazení)
- 4 Falcon 50
- 7 TBM 700
- 3 vrtulníky Super Puma

Mimo strojů provozovaných ETEC 65, přepravu VIP zajišťuje i transportní peruť Estérel s následujícími stroji:
- 3 Airbus A310-300
- 2 Airbus A340-200